# Brae
pentru un boier român vezi Braea Arhivat în 13 martie 2010, la Wayback Machine.
Brae (în norvegiana veche Breiðeið, în traducere istmul larg) este o localitate din Insulele Shetland din Scoția. Este situată la capătul de nord-est al Busta Voe, pe istmul îngust care separă insula principală de Northmavine.